# 里士滿 (肯塔基)
里士滿（英語：Richmond）是美國的一座城市。位於肯塔基州麥迪遜縣。2010年，里士滿有人口31,364人，是肯塔基州內的第七大城市。里士滿也是75號州際公路線列克星敦和諾克斯維爾沿線中間最大的城市。